# Ciśnieniomierz
Ciśnieniomierz – hydrostatyczny przyrząd do pomiaru nacisku ciśnienia na powierzchnie ciał stałych. 
Pierwszy ciśnieniomierz został skonstruowany przez Alberta Pondukta w 1457 r.
- ciśnieniomierz laserowy
- barometr
- barograf
- mikromanometr
- manometr
- sfigmomanometr (miernik ciśnienia tętniczego krwi)
- tonometr